# Coppia fondamentale di periodi
In matematica una coppia fondamentale di periodi è una coppia ordinata di numeri complessi che definiscono un reticolo nel piano complesso. Questo tipo di reticolo è l'oggetto sottinteso con il quale sono definite le funzioni ellittiche e le forme modulari.
Sebbene il concetto di reticolo a due dimensioni sia semplice, esiste una quantità considerevole di notazioni e linguaggi specializzati nella letteratura matematica che riguardano i reticoli. In questa pagina si prova a rivedere questa notazione, e presentare alcuni teoremi riguardanti reticoli a due dimensioni. 

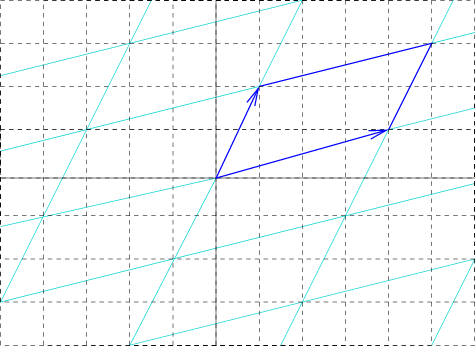
Parallelogramma fondamentale definito da una coppia di vettori nel piano complesso

## Definizione
Una coppia fondamentale di periodi è una coppia di numeri complessi
{\displaystyle \omega _{1},\omega _{2}\in \mathbb {C} } tali che il loro rapporto ω2/ω1 non è un numero reale. Cioè, considerati come vettori in {\displaystyle \mathbb {R} ^{2}}, i due numeri non sono collineari. Il reticolo generato da ω1 and ω2 è
{\displaystyle \Lambda =\{m\omega _{1}+n\omega _{2}\,\,|\,\,m,n\in \mathbb {Z} \}}
Questo reticolo qualche volta è indicato come Λ(ω1, ω2) 
per chiarire che esso dipenda da ω1 e ω2. Esso è qualche volta indicato anche da Ω oppure Ω(ω1, ω2), o semplicemente con 〈ω1,ω2〉. I due generatori ω1 e ω2 sono chiamati le basi del reticolo.
Il parallelogramma definito dai vertici 0, {\displaystyle \omega _{1}} e {\displaystyle \omega _{2}} 
viene chiamato il parallelogramma fondamentale.
È importante notare che, mentre una coppia fondamentale genera un reticolo, un reticolo non ha un'unica coppia fondamentale, una quantità elevata (in pratica un numero infinito) di coppie fondamentali possono essere associate ad uno stesso reticolo.

## Proprietà algebriche
Di seguito sono elencate alcune proprietà.

### Equivalenza

Un reticolo suddiviso dai periodi ω_{1} e ω_{2}, mostrano punti e lati equivalenti.

Due coppie di numeri complessi (ω1,ω2) e (α1,α2) sono chiamate equivalenti se esse generano lo stesso reticolo: cioè, se ⟨ω1,ω2⟩ = ⟨α1,α2⟩.

### Assenza di punti interni
Il parallelogramma fondamentale non contiene ulteriori punti al suo interno o sui lati.
Al contrario, ogni coppia di punti del reticolo con questa proprietà rappresenta una coppia fondamentale, in grado di generare lo stesso reticolo.

### Simmetria modulare
Due coppie {\displaystyle (\omega _{1},\omega _{2})} e {\displaystyle (\alpha _{1},\alpha _{2})} sono equivalenti se e solo se esiste una matrice 2 × 2, {\displaystyle {\begin{pmatrix}a&b\\c&d\end{pmatrix}}} con interi a, b, c e d e determinante ad − bc = ±1 tali che
{\displaystyle {\begin{pmatrix}\alpha _{1}\\\alpha _{2}\end{pmatrix}}={\begin{pmatrix}a&b\\c&d\end{pmatrix}}{\begin{pmatrix}\omega _{1}\\\omega _{2}\end{pmatrix}},}
cioè, tali che
{\displaystyle \alpha _{1}=a\omega _{1}+b\omega _{2}\,}
e
{\displaystyle \alpha _{2}=c\omega _{1}+d\omega _{2}.\,}
È da notare che questa matrice appartiene al gruppo delle matrici {\displaystyle SL(2,\mathbb {Z} )}, la quale, con un leggero abuso della terminologia, è conosciuto come gruppo modulare. Questa equivalenza tra reticoli può essere pensata come sottostante a molte proprietà delle funzioni ellittiche (specialmente la funzione ellittica di Weierstrass) e delle forme modulari.

## Proprietà topologiche
Il gruppo abeliano {\displaystyle \mathbb {Z} ^{2}} fa corrispondere al piano complesso il parallelogramma fondamentale. Cioè, ogni punto {\displaystyle z\in \mathbb {C} } può essere descritto come 
{\displaystyle z=p+m\omega _{1}+n\omega _{2}} per gli interi m,n, con un punto p nel parallelogramma fondamentale.
Poiché questa corrispondenza identifica lati opposti del parallelogramma come identici, il parallelogramma fondamentale ha la topologia di un toro. In modo equivalente si può dire che il quoziente molteplice {\displaystyle \mathbb {C} /\Lambda } è un toro.

## Regione fondamentale

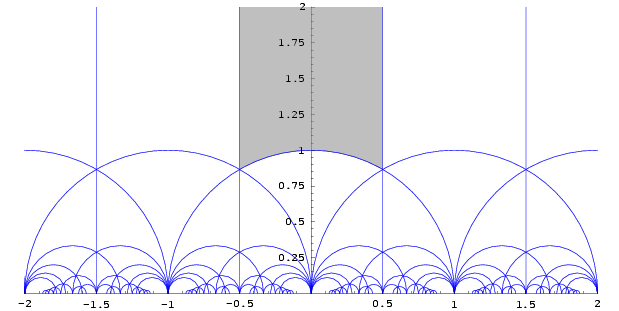
Il grigio indica il dominio canonico fondamentale.

Definiamo τ = ω2/ω1 come rapporto di mezzo periodo. Allora le basi del reticolo possono sempre essere scelte in modo che τ giaccia in una regione speciale, 
detta dominio fondamentale. Alternativamente, esiste sempre un elemento di PSL(2,Z) che fa corrispondere le basi del reticolo con altre basi così che τ giaccia nel dominio fondamentale.
Il dominio fondamentale è dato dall'insieme D, che è composto dall'insieme U più una parte dei lati di U:
{\displaystyle U=\left\{z\in H:\left|z\right|>1,\,\left|\,{\mbox{Re}}(z)\,\right|<{\tfrac {1}{2}}\right\}.}
dove H è la metà superiore del piano.
Il dominio fondamentale D è così costruito aggiungendo il lato alla sinistra più metà dell'arco alla base:
{\displaystyle D=U\cup \left\{z\in H:\left|z\right|\geq 1,\,{\mbox{Re}}(z)=-{\tfrac {1}{2}}\right\}\cup \left\{z\in H:\left|z\right|=1,\,{\mbox{Re}}(z)\leq 0\right\}.}
Se τ non è i e non è t=exp(1/3*pi*i), allora ci sono esattamente due basi con lo stesso τ nella regione fondamentale: 
{\displaystyle (\omega _{1},\omega _{2})} e {\displaystyle (-\omega _{1},-\omega _{2})}. Se {\displaystyle \tau =i} allora quattro basi hanno lo stesso τ: i due superiori e {\displaystyle (i\omega _{1},i\omega _{2})}. Se t=exp(1/3*pi*i) allora ci sono sei basi con lo stesso τ: {\displaystyle (\omega _{1},\omega _{2})}, {\displaystyle (\tau \omega _{1},\tau \omega _{2})}, {\displaystyle (\tau ^{2}\omega _{1},\tau ^{2}\omega _{2})} ed i loro valori negativi.
Da notare che {\displaystyle \tau =i} e t=exp(1/3*pi*i) nella chiusura del dominio fondamentale.